# Иаков (Ваванацос)
Архиепи́скоп Иа́ков (греч. Αρχιεπίσκοπος Ιάκωβος, в миру Гео́ргиос Вавана́цос, греч. Γεώργιος Βαβανάτσος; 11 июня 1895, Галаксидион — 25 октября 1984, Фанеромени) — епископ Элладской православной церкви, архиепископ Афинский и всей Эллады с 13 по 25 января 1962 года.

## Биография

### Ранние годы
Родился 22 июля 1895 в Галаксидионе в семье моряка Константиноса Ваванацоса и Параскеви Анациту. Был третьим сыном в семье. Окончил начальную и среднюю школу  в Галаксидионе.
Благодаря своему дяде, иерею Николаосу Скутеракосу, с раннего возраста приобщился к церковной жизни, активно участвуя в богослужебной жизни местной церкви.
В 1918 году митрополитом Фтиотидским Иаковом (Папаиоанну) был хиротонисан во диакона. Служил в храме пророка Илии в Пирее.
В 1922 году окончил с отличием Первую гимназию в Пирее и поступил на богословский факультет Афинского университета. Окончив богословский факультет, продолжид обучение на юридическом факультете того же университета.

### Служение в Афинах
В 1923 года, после избрания митрополита Хризостома (Пападопулоса) архиепископом Афинским и всей Эллады, получил должность великого архидиакона.
В 1926 году митрополитом Каристийским Пантелеимоном (Фостинисом) был хиротонисан во пресвитера, возведён в достоинство архимандрита и назначен секретарём Афинской архиепископии, митрополичьего совета и епископского суда. В 1931 году назначен протосинкеллом, а в 1932 году — великим протосинкеллом Афинской архиепископии.
За годы административной деятельности в архиепископии проявил себя талантливым организатором, заботящимся о церковной дисциплине и благочестии, уровне образования иереев, оживлении приходской жизни и единообразии в совершении богослужений. В 1932 году в залах Парнасского филологического общества он создал первый съезд приходских священников (греч. Εφημεριακό Συνέδριο). Также он учредил Дисциплинарный совет пресвитеров, приобрели большее значение собрания духовенства.
10 января 1935 года был избран епископом Христупольским, викарием архиепископа Афинского, с сохранением должности великого протосинкелла. 11 января того же года состоялась его епископская хиротония.

### Митрополит Аттикский и Мегарский
30 сентября 1936 года был избран митрополитом новообразованной Аттикийской и Мегарской митрополии, выделенной из обширной Афинской архиепископии.
После смерти архиепископа Хризостома (23 октября 1938 года) поддерживал кандидатуру Коринфского митрополита Дамаскина (Папандреу), который и набрал на выборах большинство голосов, однако под давлением правительства Иоанниса Метаксаса на Афинскую кафедру митрополит Трапезундского Хрисанф (Филиппидис).
Светская власть и новый архиепископ сочли митрополита Иакова нежелательной персоной, и вскоре территория Аттикийской и Мегарской митрополии была урезана до окрестностей Мегары, а кафедра перенесена из Кифисьи в Мегару. Эта мера, в частности, была вызвана желанием исключить из пределов управляемой митрополитом Иаковом епархии остров Саламин, где находился в изгнании митрополит Дамаскин. Границы митрополии были восстановлены в 1941 году, после низложения архиепископа Хрисанфа и восшествия на архиепископский престол митрополита Дамаскина.
Во время второй мировой войны митрополит Иоанн мобилизовал персонал епархии и организовал помощь греческим солдатам на фронте и нуждающимся детям. Монахини женских монастырей брали на себя изготовление теплых вещей, которые отправляли солдатам для перенесения тяжёлых погодных условий, и в то же время женские и мужские монастыри принимали у себя детей, попавших в тяжёлую ситуацию. В период оккупации ходатайствовал об освобождении арестованных немцами, укрывал участников сопротивления. Благодаря его усилиям удалось предотвратить обстрел городов Мегары, Вилии, Маркопулона, Марафона и казни их жителей. В течение гражданской войны (1946—1949) занимал нейтральную позицию, принципиально оставаясь вне политики, неоднократно выступал посредником между противоборствующими сторонами. Он старался не быть политически окрашенным, сохраняя равную дистанцию и последовательное отношение к церковному порядку, считая, что его духовные дети находятся по обе стороны конфликта. И на этом этапе он способствовал повышению престижа церковного служения и его самого, чтобы в меру своих возможностей оно помогало избегать конфликтов и убийств.
Пастырская деятельность митрополита Иакова как правящего архиерея Аттикской и Мегарской митрополии сделала его епархию образцом административной, организационной и духовной деятельности для всех остальных митрополий Элладской православной церкви. С самого начала он придавал большое значение подготовке пастырского духовенства, чтобы оно могло исполнять свое служение самым совершенным образом. В этом контексте он создал подготовительную школу для переподготовки пасторов и способствовал учреждению ежегодных священнических собраний. В 1953 году он опубликовал свою работу «Пастырские указания» (греч. Ποιμαντικα Υποδείξεις), руководство по пастырской практике.
В области духовного руководства и поддержки молодежи он продолжал, особенно после освобождения Греции, ряд новаторских начинаний. Он собрал группу молодых людей под названием «Путники жизни» (греч. Οδοιπόροι της ζωής), которые посредством обучения и диалога пытались помочь молодым людям. В этом проекте приняли участие сотни молодых людей со всех концов Аттики. Кроме того, он основал образцовые церковные лагеря в Элевсине, которые благодаря своей профессиональной организации также использовались государством. С помощью этих усилий он помогал многим детям поколения оккупации, которое испытало серьёзные трудности. В 1947 году миссионерское общество Элладской православной церкви «Апостолики диакония» взяло под своё покровительство всю молодёжную работу Аттикской митрополии, рассматривая её как образцовую.
Митрополит Иаков также уделял внимание монашеским общинам в его епархии. Во период управления им епархией были созданы, восстановлены или укреплены многие монастыри, а также оказана помощь в их укомплектовании кадрами. Особенно рост наблюдался в области женского монашества наблюдался, причем не только по количеству монашествующих и увеличению числа монастырей, но в части развития социального служения.
В 1958 году возглавил делегацию Элладской православной церкви, направленную в Москву на юбилейные торжества по случаю сорокалетия восстановления Патриаршества в Русской православной церкви.

### Архиепископ Афинский в январе 1962 года
8 января 1962 года в связи со смертью архиепископа Афинского Феоклита II стал основным претендентом на замещение вакантной кафедры на архиепископских выборах. С целью дискредитации его кандидатуры было инспирировано появление в прессе порочащих иерарха статей, касающихся его личной жизни. На выборах, состоявшихся 13 января 1962 года, был избран архиепископом, получив 33 голоса из 57. Общественность была недовольна итогами выборов, начались акции протеста против нового архиепископа. Архимандрит Дамаскин (Георгакопулос) и генерал-майор в отставке Бени Псалтис подали судебные иски на архиепископа Иоанна.
Несмотря на это, 18 января 1962 года состоялась интронизация архиепископа Иоанна. Патриарх Константинопольский Афинагор направил новому Афинскому архиепископу поздравления и делегацию иерархов, демонстрируя свою поддержку.
24 января 1962 года совещание правительства заявило о намерении утвердить новый устав («Уставную хартию») Элладской православной церкви с внесением параграфа об отстранении архиепископа в случае протеста общественности против его личности. Одной из причин негативного отношения к архиепископу Иакову премьер-министра Костаса Караманлиса считается разработанный архиепископом Иаковом проект учреждения церковного банка, создание которого нанесло бы значительный урон Национальному банку, где хранились капиталы Элладской православной церкви. Против архиепископа Иакова были и придворные круги, которые добивались избрания архиепископом духовника греческой королевской семьи архимандрита Иеронима (Коцониса).
25 января 1962 года архиепископ Иаков заявил о своей отставке, несмотря на советы Иерусалимского Патриарха Венедикта и некоторых греческих иерархов не поддаваться давлению. Синодальный суд, рассмотрев иски против архиепископа Иакова и допросив 70 свидетелей, отклонил обвинения в его адрес. Через некоторое время после этого, 4 февраля 1963 года, он возвратился к управлению Аттикийской и Мегарской митрополией.

### Последние годы
21 апреля 1967 года в Греции в результате переворота была установлена военная диктатура, известная как режим «чёрных полковников». После этого Генерал-лейтенант Григориос Спандидакис предложил архиепископу Иакову оставить митрополию и удалиться на покой, на что тот ответил категорическим отказом. С этого момента он был взят под надзор, а затем заключён в один из монастырей.
В 1973 году, после свержения правительства Георгиоса Пападопулоса и ухода в отставку архиепископа Афинского Иеронима I, архиепископа Иакова посетил находившийся с ним в дружеских отношениях митрополит Янинский Серафим (Тикас), прося его поддержать выдвижение своей кандидатуры на архиепископских выборах. Архиепископ Иаков дал ему наставления по выходу из церковного кризиса. Избрание митрополита Серафима архиепископом дало архиепископу Иакову надежду на возвращение к управлению митрополией, однако этому воспрепятствовали военные, которые ещё сохраняли власть в стране. После свержения хунты в 1974 году Архиепископ Иаков апеллировал к Священному Синоду, однако, несмотря на признание противозаконности смещения его с поста митрополита, он не был возвращён к управлению епархией.
Последние годы жизни провёл в Монастыре Фанеромени на острове Саламин, где скончался 25 октября 1984 года. Там же его похоронили.